# エルンスト・フォン・ザクセン＝マイニンゲン
エルンスト・フォン・ザクセン＝マイニンゲン（ドイツ語: Ernst von Sachsen-Meiningen, 1859年9月27日 - 1941年12月29日）は、ザクセン＝マイニンゲン家家長（1928年 - 1941年）。軍人 (最終階級は大佐)、画家。イェーナ大学より哲学の名誉博士号を贈られている。

## 生涯
ザクセン＝マイニンゲン公ゲオルク2世とその2番目の妃のホーエンローエ＝ランゲンブルク侯女フェオドラ（エルンスト1世の三女）の間に長男として生まれた。父にとっては実質的な次男であった。
1882年からポツダム騎兵として軍役に就いた。1884年からミュンヘンで軍務の合間に絵画を学び始め、1885年に名誉士官となると画家としてのキャリアをスタートさせた。この頃、マイニンゲンやミュンヘン、ブレーメン、オランダでフランツ・フォン・レンバッハやアドルフ・フォン・ヒルデブラント、アルトゥール・フィッガーなど当時の著名な画家と交友を持ち、指導も受けている。
1892年9月20日、ミュンヘンで詩人ヴィルヘルム・イェンゼンの娘であるカタリーナと結婚した。結婚に際して、カタリーナは舅ゲオルク2世よりザールフェルト男爵夫人の称号を与えられた。貴賤結婚をしたにもかかわらず、エルンストはザクセン＝マイニンゲン公爵位の継承権を剥奪されなかった。ただしカタリーナとの間に生まれた6人の子供たちは母親と同じザールフェルト男爵（男爵夫人）の身分のままであり、公爵家の継承権は与えられなかった。
第一次世界大戦では1914年8月8日にはマイニンゲンの第2テューリンゲン第32歩兵連隊の名誉中佐として西部戦線に向かった。1915年にはチロルのアルプス軍団第2猟兵連隊の司令官となった。大佐に昇進した後、1916年初頭に連隊とともにヴェルダンに転戦した。 同年8月には第43歩兵旅団、1918年11月1日に第22歩兵旅団を引き継いで指揮している。第一次世界大戦には長男ゲオルクと次男エルンストも出征しており、エルンストは1915年、ゲオルクは1916年に戦死している。1918年11月10日の異母兄ベルンハルト3世の退位に際しては、1918年11月12日にマイニンゲン州議会での公位放棄宣言に公位継承者として署名した。
1928年、最後のザクセン＝マイニンゲン公であった異母兄ベルンハルト3世が死去すると、エルンストが家長位を継いだ。1941年にエルンストがアルテンシュタイン城で死去すると、甥のゲオルクが家長となった。

## 画業

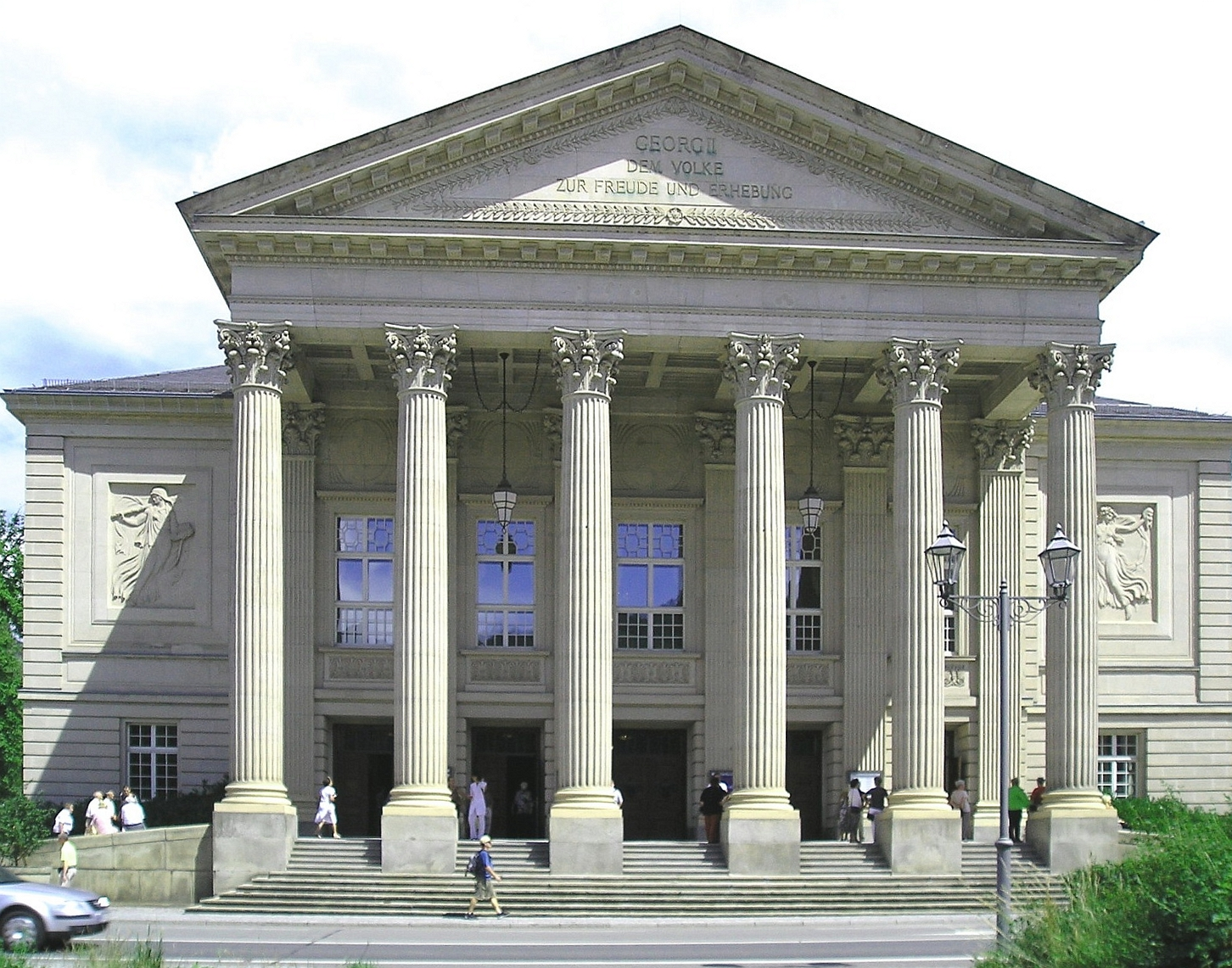
マイニンゲン劇場の左右のレリーフはエルンストが制作した。右はタレイア、左はメルポメネーである

エルンストは画才に恵まれており、父ゲオルク2世のお気に入りで、しばしば父を描いた。エルンストは自分自身を「王子にして画家 (Prinz und Maler)」と呼び、巷では「画家王子 (Malerprinz)」と呼ばれていた。
エルンストは主に家族や芸術家、実業家の肖像画を描いたが、コモ湖畔のヴィラ・カルロッタには壁画2点（うち1点が「アマゾーンの戦い (Amazonenschlacht)」）を残している。また、マイニンゲン劇場の新築にあたっては芸術デザインを担当した。この他、イェーナ大学の新校舎落成にあたってはそれに飾る絵画を多数制作しており、同大学から贈られた名誉学位はその返礼である。マイニンガー・オーバーラントの工業製品のデザインやマイニンゲン公爵墓の設計にも影響を与えた。

## 家族
妻カタリーナとの間に5男1女を儲けた。
- ゲオルク・ヴィルヘルム (1893年6月11日 - 1916年4月29日) - 第一次世界大戦においてラ・バセで戦死
- エリーザベト・ヘレーネ・アーデルハイト・マリー (1895年2月2日 - 1934年6月4日)
- エルンスト・フリードリヒ・ハインリヒ・パウル (1896年7月4日 - 1915年5月28日) - 第一次世界大戦においてリトアニアのヨゼフォヴォで戦死
- ラルフ・エーリヒ (1900年3月28日 - 1947年7月22日)
- スヴェン・ハンス・ハインリヒ・ベルンハルト (1903年9月18日 - 1998年12月13日)
- ハインリヒ・"エンツィオ" (1908年7月17日 - 1941年3月31日) - 第二次世界大戦において英軍の空襲に被災して死亡